# لونا أبو درهمين
لونا أبو رد همين (13 مايو 1987 -)، ممثلة سورية.

## حياتها
لونا خريجة المعهد العالي للفنون المسرحية في سوريا.

## أعمالها
اشتركت بأعمال عدة واشتركت بنجم الخليج 2010
عشق الغناء شاركت بعدة مسلسلات كان أبرزها
- مسلسل صبايا 2 حيث قامت بدور «زينة» الفتاة الجامعية صديقة كندة حنا التي كانت تقوم بدور «سميحة» إحدى بطلات العمل.
- قيود الروح.
- السلطان والشاه.
- الهروب.
- قلوب صغيرة.
- الدوامة.
- المفتاح.[3][4][5]
- الشبيهة.